# KZ-Außenlager Plauen
Das KZ-Außenlager Plauen in Plauen war eines der Außenlager des Konzentrationslager Flossenbürg im Oberpfälzer Wald bei Weiden. Es bestand in der Zeit von 1944 bis 1945 aus den drei KZ-Außenlager-Standorten: Außenlager Plauen (Baumwollspinnerei), Außenlager Plauen (Industriewerke) und Außenlager Plauen (Dr. Th. Horn).

## Vorgeschichte
Die Firma Osram verlagerte ihre Produktion wegen der Luftangriffe auf Berlin nach Sachsen und Niederschlesien.
Gegen Ende des Jahres 1943 mietete die Firma Osram Fabrikräume der Plauener Baumwollspinnerei AG in der Hans-Sachs-Straße und der Industriewerke AG in der Roonstraße (heute Luis-Ferdinand-Schönherr-Straße) für die Molybdän- und Wolframvorproduktion und die Herstellung verschiedener Glühlampentypen. Im Frühjahr 1944 verhandelte Osram mit dem SS-WVHA über 500 Strafgefangene, die in der Produktion eingesetzt werden sollten. Nach der Einigung suchte ein Mitarbeiter zunächst 250 „junge, gesunde Frauen mit trockenen Händen“ aus, die Mitte September nach Plauen kamen. So entstanden zwei Außenlager des KZ Flossenbürg. Am 18. September setzte man die Frauen erstmals zur Zwangsarbeit ein. In Zwölfstundenschichten mussten sie an Halbautomaten verschiedene Lampentypen fertigen. Durch die Luftangriffe auf Plauen wurden die Energieversorgung und Teile der Baumwollspinnerei zerstört. Die Lager wurden am 14. April 1945 geräumt und die Häftlinge marschierten in Richtung Karlsbad. In der Nähe von Tachau befreite sie die Rote Armee.

## Außenlager Plauen (Baumwollspinnerei)
Das Außenlager Baumwollspinnerei AG in der Hans-Sachs-Straße 15/17 wurde im September 1944 in einem Haus der Firma „Plauener Baumwollspinnerei AG“ eingerichtet. Zu ihm gehörten 200 Frauen. Darunter waren die Hälfte Frauen aus Polen sowie Frauen aus Russland, Italien, Frankreich und vier weiteren Ländern. Nach drei Wochen Quarantäne arbeiteten sie für die Firma Osram bei der Herstellung von Glühbirnen. Die Arbeiterinnen waren im zweiten Stock der Baumwollfabrik untergebracht. Die Arbeiter der Firma Osram waren ihnen gegenüber feindlich eingestellt. Die Baumwollfabrik wurde am 11. April 1945 durch Luftangriff zerstört.

## Außenlager Plauen (Industriewerke)
Das Außenlager Plauen Industriewerke wurde im September 1944 eingerichtet. Zu ihm gehörten 300 Frauen, die vom Konzentrationslager Auschwitz kamen. Es waren 200 Frauen aus Polen, 40 aus Russland, 35 aus Italien, 4 aus Jugoslawien und eine aus Kroatien. Nach drei Wochen Quarantäne arbeiteten sie für die Firma Osram bei der Herstellung von Glühbirnen. Sie übernachteten auf dem Dachboden der Textilwerke, einer aufgegebenen Textilfabrik.

## Außenlager Plauen (Dr. Th. Horn)
Ein weiteres Außenlager des KZ Flossenbürg befand sich bei der Firma Dr. Th. Horn Luftfahrtgerätewerk in der Pausaer Straße 284, die in der Luftfahrttechnik optische Geräte für den Flugzeugbau herstellte. Am 9. November 1944 wurden 50 Häftlinge in das Werk überstellt. Es handelte sich dabei um männliche Facharbeiter, von denen einige starben. Sie waren aus Russland, Frankreich, Polen, Tschechoslowakei, Deutschland, Belgien, Italien und Jugoslawien. Nach der Auflösung des Lagers am 27. März 1945 kamen 42 Männer in das Arbeitslager Lengenfeld. Von dort traten sie den Todesmarsch über Johanngeorgenstadt nach Nordböhmen an. In Pístov endete der Marsch. Eine nicht genau bekannte Anzahl kam dabei ums Leben.